# Framing (scienze sociali)
Negli studi sui mezzi di comunicazione di massa, in sociologia e psicologia il termine framing si riferisce ad un processo inevitabile di influenza selettiva sulla percezione dei significati che un individuo attribuisce a parole o frasi. Il framing definisce la "confezione" di un elemento di retorica in modo da incoraggiare certe interpretazioni e scoraggiarne altre. I mass media o specifici movimenti politici o sociali, oppure determinate organizzazioni, possono stabilire dei frames (nel senso specificato) correlati all'uso dei media stessi.
Un lavoro pionieristico sugli effetti del framing in economia, come quello condotto da Amos Tversky e Daniel Kahneman, ha valso a quest'ultimo l'assegnazione di un Premio Nobel.

## Storia
Molti commentatori attribuiscono il concetto di framing al lavoro di Erving Goffman, ed in particolare al suo Frame analysis: An essay on the organization of experience del 1974. Goffman usava l'idea per definire "schemi di interpretazione" che permettono a individui o gruppi di "collocare, percepire, identificare e classificare" eventi e fatti, in tal modo strutturando il significato, organizzando le esperienze, guidando le azioni. La nozione goffmaniana di framing prende le mosse dal suo La vita quotidiana come rappresentazione (1959), un saggio sul controllo espressivo. Queste opere, a loro volta, si ispirano marcatamente al concetto di immagine elaborato da Kenneth Boulding nel 1956. George Lakoff, nella didattica del suo corso di scienze cognitive presso l'Università della California a Berkeley, ingiunge agli studenti:

«Non pensate a un elefante!».
Secondo Lakoff, a quel punto non si può fare a meno di pensare ad un elefante, poiché la mera menzione della parola elefante evoca inevitabilmente l'immagine elefante (ed un frame di "accompagnamento").

## Nella sfera pubblica
Il framing è divenuto un argomento politico di primo piano negli Stati Uniti d'America, in cui democratici e repubblicani fanno a gara nell'applicarlo con maggior efficacia. Secondo il New York Times, «Anche prima delle elezioni, una nuova parola politica ha iniziato a conquistare il partito, partendo dalla West Coast e diffondendosi come un virus fino agli uffici interni del Campidoglio. Quella parola è framing. Esattamente cosa significhi in relazione al tema frame sembra dipendere da quale esponente democratico sia il tuo interlocutore del momento, ma tutti son d'accordo che deve avere a che fare con la scelta del linguaggio per definire un dibattito, e, quel che più conta, con appropriati temi individuali nel contesto di linee argomentative di più ampio respiro».
Lakoff diede un suggerimento che provocò ilarità generalizzata: ribattezzare i legali (categoria scarsamente popolare negli USA) come "avvocati di pubblica protezione". Sebbene questo consiglio non abbia avuto ampio seguito, effettivamente la Association of Trial Lawyers of America cambiò denominazione, divenendo la American Association of Justice, e la Chamber of Commerce ravvisò in questa mossa un espediente per nascondere la propria identità.
Il New York Times descrisse analoga attenzione tra i repubblicani: «In un recente promemoria, intitolato "le 14 parole da non usare mai", Frank Luntz ha insistito perché i conservatori si limitino ad usare frasi tratte da quello che lui chiama ... il "Nuovo vocabolario americano". Così, a parere di Luntz, un repubblicano avveduto non nominerà mai la "ricerca petrolifera", ma preferirà piuttosto dire "esplorazione energetica". Non criticherà il "governo", che pulisce le nostre strade e paga i nostri pompieri, ma attaccherà "Washington", assetata insaziabilmente di tasse e pastoie burocratiche. Non nomineremo mai l'outsourcing — dice Luntz — perché di conseguenza ci chiederebbero di difendere o far cessare la prassi industriale di delocalizzare all'estero il lavoro "americano"».
Da un punto di vista politico, il framing ha ampie conseguenze. Per esempio, i concetti di framing e di agenda setting sono legati: richiamando coerentemente un frame particolare, l'esecutore del framing esercita un efficace controllo sulla discussione e sulla percezione dell'argomento. Sheldon Rampton e John Stauber in Trust Us, We're Experts illustrano in che modo le società di pubbliche relazioni (PR) spesso usino il linguaggio per applicare un frame ad un dato argomento, strutturando le domande che emergono di seguito. Per esempio, una società consiglia i suoi clienti di usare un bridging language, che usa, cioè, la strategia di rispondere alle domande con termini o idee specificamente volti all'intento di sviare il discorso: da un argomento scomodo, ad uno più gradito. Pertanto, chi pratica questa strategia tenterà verosimilmente di distogliere l'attenzione da un frame, focalizzandola piuttosto su un altro (ovviamente più favorevole ai suoi interessi).
Come nota Lakoff, il giorno in cui George W. Bush iniziò il suo alto ufficio, l'espressione "riduzione delle tasse" cominciò a diventare estranea alla Casa Bianca". Rimettendo a fuoco la struttura da un frame ad un altro (da "onere fiscale" a "responsabilità fiscale"), i singoli possono fissare l'ordine del giorno (agenda setting) delle domande a cui dovranno rispondere.

## Framing effect nelle decisioni economiche
Shefrin (2000)»
Come detto sopra questo fenomeno, in economia, è stato studiato dallo psicologo Amos Tversky della Stanford University e dal Premio Nobel per l'economia Daniel Kahneman, i quali hanno individuato due tipologie di frame nel corso della negoziazione: il frame di guadagno e il frame di perdita.
Questi probabilmente dipendono da una combinazione di credenze, valori attitudini e modelli mentali. Il primo frame indica che il negoziatore presenta la trattativa come un'occasione di produrre guadagno (positive frame), mentre il secondo indica che il negoziatore pensa alla trattativa come un momento in cui c'è qualcosa da perdere (negative frame).
Il professor M. H. Bazerman dell'Università di Harvard, in un esperimento del 1983, ha studiato il fenomeno in ambito economico, utilizzando due scenari:
+ Scenario A. "Un famoso gruppo automobilistico è stato oggetto di recente di numerose difficoltà economiche, che, sembra, porteranno alla chiusura di tre stabilimenti e al licenziamento di 6000 dipendenti. Il responsabile produzione sta considerando diverse alternative per evitare la crisi e ha prospettato due piani:
- piano A: salvataggio sicuro di 1 dei 3 stabilimenti e di 2000 posti di lavoro;
- piano B: 1/3 di probabilità di salvare tutti e 3 gli stabilimenti e tutti i 6000 posti di lavoro, ma 2/3 di probabilità che non venga salvato nessuno stabilimento e nessun posto di lavoro"
+ Scenario B. "[Idem sopra]:
- piano A: perdita sicura di 2 di 3 stabilimenti e di 4000 posti di lavoro;
- piano B: 2/3 di probabilità di perdere tutti e 3 gli stabilimenti e tutti i 6000 posti di lavoro, ma 1/3 di probabilità che non vada perduto nessuno stabilimento e nessun posto di lavoro".
Osserviamo come l'opzione A del primo scenario corrisponda alla A del secondo, e la B del primo a quella del secondo. Bazerman, ha però rilevato che i due campioni di soggetti a cui venivano sottoposti i due scenari davano risposte opposte: circa l'80% del primo campione sceglieva il piano A dello primo scenario, mentre l'80% del secondo campione sceglieva il piano B del secondo scenario.
Presentiamo ancora un esperimento condotto su un certo numero di traders.
È un esperimento condotto su un mercato azionario, con 64 titoli in 8 mercati, e che indica come delle informazioni irrilevanti influenzino il comportamento dei soggetti che scambiano. “Positively” e “negatively framed informations” portano a risultati molto diversi. Inoltre una variazione della probabilità delle informazioni “incorniciate” non modifica il volume di scambi. Anche questo esperimento sembra confermare le teorie di Amos Tversky e Daniel Kahneman, inoltre i partecipanti che fanno esperienza di guadagni vendono più velocemente i loro titoli dei partecipanti che hanno esperienze di perdite, e i soggetti che ricevono le informazioni “incorniciate positivamente” generalmente vendono i titoli dopo i colleghi che invece ricevono le informazioni “incorniciate negativamente”.
Solitamente, dunque, si preferisce (relativamente alle possibilità di guadagno – “positive framing-effect”) un'opzione di tipo certo, un'assicurazione di guadagno, per cui prevale l'aspetto di avversione al rischio. Abbiamo invece un'inversione d'atteggiamento quando il decisor-makers decide in termini “negativi”; allora in questo caso viene “assopito” il senso di avversione al rischio.
Si tratta dunque di una teoria che supera quella classica, utilitarista di avversione al rischio secondo cui la curva di utilità sarebbe semplicemente rappresentata da una funzione concava. In realtà la convessità varierebbe in funzione dell'incorniciamento dato durante la presentazione della situazione al decisore.
Questo tipo di studi in realtà verrà applicato negli studi di psicologia, economici, nella professione forense, in politica (in questi ultimi due casi si riconduce alla cosiddetta disciplina di “retorica”), e in tanti altri settori ancora.
Esistono diversi modelli presentati dagli studiosi che spiegherebbero l'effetto incorniciamento:
- abbiamo le teorie cognitive della “fuzzy trace theory” che cerca di spiegare gli effetti incorniciamento cercando di determinare il numero di sforzi di processi cognitivi volti a determinare il valore dei guadagni e delle perdite potenziali.
- La “teoria del prospetto” (di produzione degli stessi Amos Tversky e Daniel Kahneman) che spiega gli effetti incorniciamento in termini funzionali, determinati dalle preferenze per diversi valori percepiti, basato sulle assunzioni che la gente dia un maggior peso alle perdite che ai guadagni equivalenti.
- Le “teorie motivazionali” che spiegano l'effetto incorniciamento in termini di forze edonistiche che influenzano gli individui, coma la paura e la speranza, basato sulla nozione che le emozioni negative evocate dalle perdite potenziali hanno maggior peso delle emozioni evocate da ipotetici guadagni.
- Le “teorie delle relazioni inverse di costi-benefici” che incastonano elementi delle teorie motivazionali e cognitive, e postulano che calcolare il valore per un guadagno sicuro richiede sforzi cognitivi minori di quelli richiesti per selezionare un guadagno rischioso.

## Vedi anche
- Argomento fantoccio (strawman)